# Atsushi Yoshimoto
Atsushi Yoshimoto (吉本 淳 Yoshimoto Atsushi?, nacido el 14 de enero de 1982 en Shizuoka) es un exfutbolista japonés. Jugaba de delantero y su último club fue el V-Varen Nagasaki de Japón.

## Trayectoria

### Clubes
| Club             | País  | Año         |
| ---------------- | ----- | ----------- |
| Thespa Kusatsu   | Japón | 2004 - 2006 |
| Shizuoka FC      | Japón | 2007        |
| V-Varen Nagasaki | Japón | 2008        |